# Velenje
Velenje (německy Wöllan) je město ve Slovinsku. Se svými 33 000 obyvateli je pátým největším městem v zemi. Leží 60 km severovýchodně od Lublaně v Dolním Štýrsku, v tzv. Šalešském údolí (slovinsky Šaleška dolina). Je součástí Savinjského regionu.

## Název
Velenje se poprvé objevilo pod názvy Weln, Welan, Belen a Welen. Název pochází od jména Velen, tedy označuje Velenovu ves. Podle jiné, méně pravděpodobné teorie vzniklo podle slovinského označení pro dobytek velen(je). V letech 1981 až 1990 neslo název Titovo Velenje podle Josipa Broze Tita, jugoslávského vůdce. Německý název města zní Wöllan a vznikl podle toho slovinského. 

## Historie

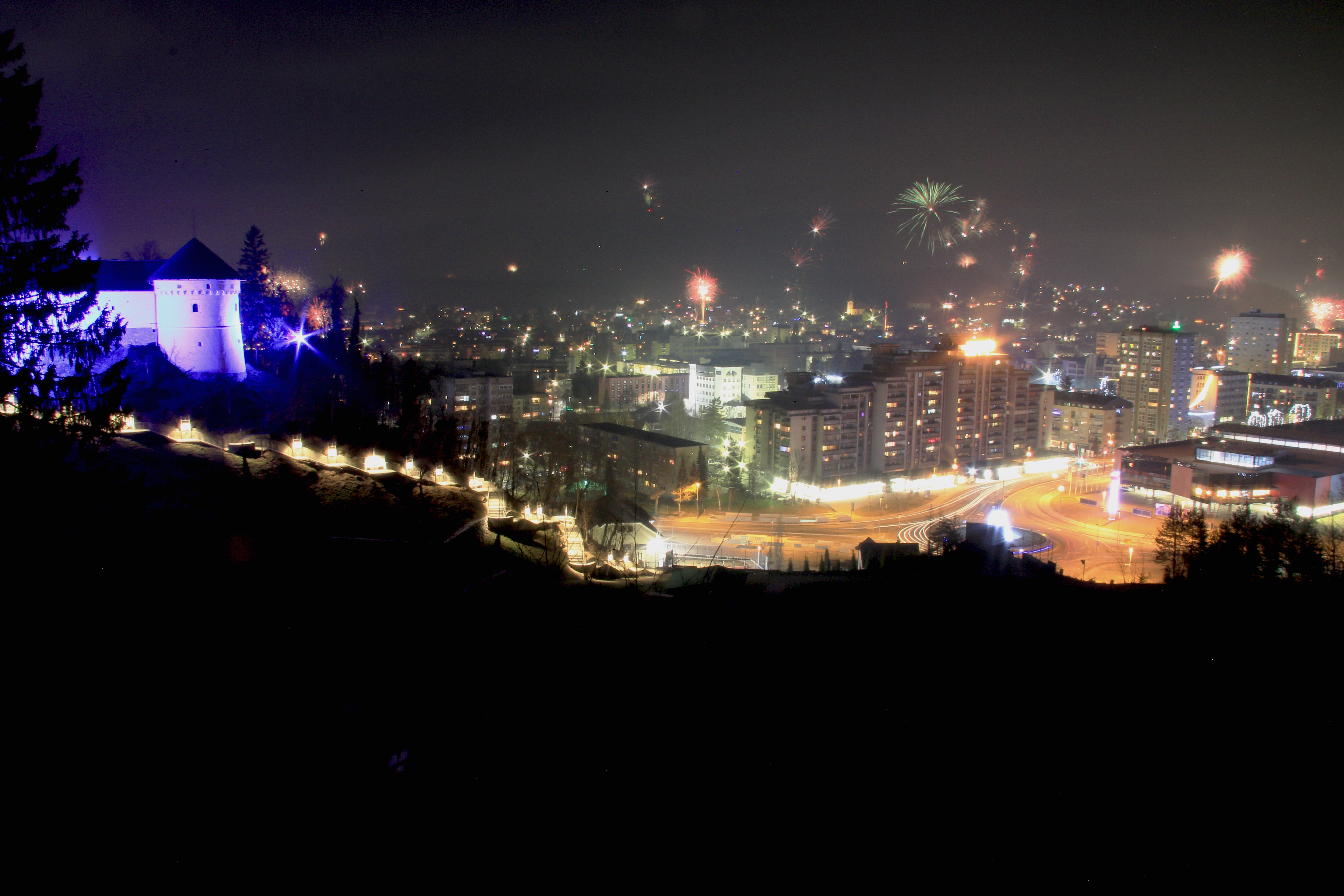
Město v noci.

První písemná zmínka o obci pochází z roku 1264. V 16. století zde byla z iniciativy místní protestantské obce založena první škola. Roku 1801 tehdejší obec poničil požár.
Až do závěru 19. století bylo Velenje jen obyčejnou slovinskou vsí. Mapy prvního vojenského mapování jej zaznamenaly pod německým názvem Wöllan, nacházel se zde zámek, kostel a mlýn na řece Pace. V blízkosti dnešního nádraží se nacházela také vesnice Staré Velenje (německy Altwöllan).
Změnu v rozvoji obce přinesl objev ložisek hnědého uhlí a začátek těžby. Ještě roku 1887 zde žilo 364 obyvatel. V roce 1891 získalo Velenje železniční spojení s nedalekým městem Celje. Dařilo se zde i papírenskému průmyslu a byla zde postavena i pila. Roku 1901 zachvátil Velenje opět požár, vypukl v místní briketárně, nebyl však tolik ničivý, jako o sto let dříve.
Po druhé světové válce bylo moderní město budováno postupně od 60. let v okolí nedalekého dolu na hnědé uhlí. Ten byl ve své době největší na území SR Slovinsko. 
Obec, která měla po skončení konfliktu okolo 600 domů, se tak rozšířila na více než šest tisíc obyvatel. Oproti původní obci (dnes známé jako Staro Velenje) vzniklo nové sídliště přímo v údolí říčky Paky. Nová zástavba vyrostla do jisté míry jako organizované a plánované město. Na jeho projektu se podílel slovinský urbanista Janez Trenz. Dimenzován byl na 30 000 obyvatel. Rozhodnuto bylo následně o vybudování dalších továren a zprůmyslnění regionu. Od roku 1959 má Velenje statut města. V témže roce zde bylo otevřeno i centrální náměstí, které zahrnovalo nejvyšší sochu Josipa Broze na světě, jejími autory byli Antun Augustinčič a Vladimir Herljević. O rok později se otevřelo také nové kulturní centrum.
Po smrti jugoslávského prezidenta Josipa Tita bylo město přejmenováno na Titovo Velenje. Roku 1991 se vrátilo po vyhlášení slovinské nezávislosti ke svému původnímu jménu.
V roce 1982 město navštívil Leonid Brežněv.
Po ukončení těžby uhlí byla poškozená krajina rekultivována a doly zatopeny a upraveny jako jezera. Místní tepelná elektrárna spaluje již jen dovážené uhlí. Útlum výroby energie z uhlí ve Slovinsku by měl být v roce 2033.

## Obyvatelstvo
Obyvatelstvo je především slovinské národnosti, zastoupeny jsou i národnosti bývalých republik Jugoslávie. Jejich podíl je zde o něco větší, vzhledem k tomu, že řada lidí se sem přistěhovala za prací z celé tehdejší země. Dnes zde žije okolo 26 tisíc lidí.

## Průmysl
Ve Velenji je hlavní sídlo společnosti Gorenje, proslavené hlavně výrobou kuchyňské techniky. Její areál zabírá podstatnou část města. Město má tradici delší než 100 let v těžbě hnědého uhlí. V nedaleké vesnici Šostanj se nachází tepelná elektrárna.

## Kultura
V souvislosti s výstavbou nového města bylo postaveno i kulturní centrum. Jeho budova je zdobena reliéfem od slovinského sochaře Stojana Batiče. Na Titově náměstí se nachází Dům kultury. Město má rovněž svojí galerii a městskou knihovnu.
Ve Starém Velenji se nachází kostel sv. Marie.
Ve městě se pořádá 800 km dlouhý cyklistický závod z Velenje do Srebrenici na připomínku Srebrenického masakru z roku 1995.

## Doprava
Hlavní dopravní tahy do města a z něj vedou údolím zmíněné řeky Paky. Končí zde železniční trať z města Celje. Ta dříve pokračovala dále na severovýchod do města Slovenj Gradec. Autobusová stanice leží u třídy Šaleška cesta, dále od železniční stanice. Do města vede silnice celostátního významu č. 4 a další silnice nižších tříd.

## Sport
Na jižním okraji města leží skokanské můstky (Smučarskoskakalni center Velenje). Město má rovněž i několik sportovních hal a dalších sportovišť.

## Turistika
V okolí města se nachází několik hradů (Šalek, Turn, Ekeštajn, Švarcenštajn). V současné době jsou povrchové doly v okolí Velenje již vytěžené a rekultivované jako jezera s řadou pláží a dalších sportovních areálů.